# SCREEN (雑誌)
『SCREEN』（スクリーン）は、近代映画社が発行する洋画専門の映画雑誌。

## 歴史
- 1946年 - 5月創刊。創刊号はタイロン・パワーと原節子の両面表紙という構成だった。大きさはB5で[要出典]、価格は4円80銭だった。[1][2]
- 1948年 - 創刊1周年を記念して、『スクリーン』とカタカナ表記に変更される。総ページ数は36ページほど。
- 1949年 - カラーページや2色刷りのページが登場し始める。
- 1950年代 - 映画の評論やスターのカラー・グラビアなどが掲載されるようになる。
- 1952年 - 名物連載となる双葉十三郎の「ぼくの採点表」掲載開始。以後、2000年まで48年間掲載され、後に書籍にまとめて出版された。
- 1959年 - 表紙に「特集記事」などの内容を表す文字が印刷されるようになる。
- 1960年 - タイトルロゴが変更される。
- 1967年 - 創刊20周年記念号に当たる2月号より、サイズがA4変型判に変更される。
- 1983年 - ジャッキー・チェンが男優として23年ぶりに表紙を飾る。
- 1994年 - レオナルド・ディカプリオが男優として10年ぶりに表紙を飾る。以降、男優が表紙を飾る割合が高かった。
- 1997年 - 2月の50周年記念号よりサイズがA4ワイド判になり、『SCREEN』と再び英文表記となる。
- 2015年 - 発行元の近代映画社が社名を「ケーイー」と変更し、10月2日に東京地方裁判所へ破産申請を申請、同日に手続き開始の決定が下る。別会社が「近代映画社」の社名を引き継ぎ、発行は継続[3]。

## 恒例企画

### 読者が選んだゴールデングランプリ
いわゆる年間人気投票。作品部門、男優部門、女優部門がある。毎年2月号で募集し、4月号で発表される（以前は3月号募集、5月号発表だった）。
2013年（2012年度）時点でジョニー・デップが2004年（2003年度）から10回連続1位に選出されている。そのせいか作品部門ではデップ主演作がベスト10圏内に入ることが目立ってきている（2009年度では『パブリック・エネミーズ』が『ハリー・ポッターと謎のプリンス』を抑えて1位となった）。
女優では2011年（2010年度）時点ではオードリー・ヘプバーンが6度連続1位で、今までと合わせると14回1位の快挙を成し遂げている。尚、連続ではないもののアンジェリーナ・ジョリーも6度No1に選出されている。

### 外国映画ベストテン
毎年3月号で発表。こちらは映画評論家が選ぶもので同じく作品部門、男優部門、女優部門がある。アカデミー賞受賞作が上位に入ることが多く、近年でも『ハート・ロッカー』（2010年度）『英国王のスピーチ』（2011年度）『アルゴ』（2012年度）が作品部門の1位に選ばれている。また3月号では年間洋画興行収入ベスト10も掲載される。作品部門の歴代1位選出作品は次のとおり。
- 1955年度 - エデンの東
- 1956年度 - 居酒屋
- 1957年度 - 抵抗/死刑囚の手記より
- 1958年度 - 大いなる西部
- 1959年度 - 十二人の怒れる男
- 1960年度 - 甘い生活
- 1961年度 - 処女の泉
- 1962年度 - 野いちご
- 1963年度 - アラビアのロレンス
- 1964年度 - 突然炎のごとく
- 1965年度 - 8 1/2
- 1966年度 - 市民ケーン
- 1967年度 - アルジェの戦い
- 1968年度 - 俺たちに明日はない
- 1969年度 - アポロンの地獄
- 1970年度 - サテリコン
- 1971年度 - ベニスに死す
- 1972年度 - ラスト・ショー
- 1973年度 - スケアクロウ
- 1974年度 - 叫びとささやき
- 1975年度 - ハリーとトント
- 1976年度 - タクシードライバー
- 1977年度 - ロッキー
- 1978年度 - 家族の肖像
- 1979年度 - 旅芸人の記録
- 1980年度 - クレイマー、クレイマー
- 1981年度 - ブリキの太鼓
- 1982年度 - E.T.
- 1983年度 - ソフィーの選択
- 1984年度 - ナチュラル
- 1985年度 - アマデウス
- 1986年度 - カイロの紫のバラ
- 1987年度 - グッドモーニング・バビロン!
- 1988年度 - ラストエンペラー
- 1989年度 - バベットの晩餐会
- 1990年度 - フィールド・オブ・ドリームス
- 1991年度 - ダンス・ウィズ・ウルブズ
- 1992年度 - 美しき諍い女
- 1993年度 - 許されざる者
- 1994年度 - ピアノ・レッスン
- 1995年度 - ショーシャンクの空に
- 1996年度 - ファーゴ
- 1997年度 - シャイン
- 1998年度 - L.A.コンフィデンシャル
- 1999年度 - 恋におちたシェイクスピア
- 2000年度 - マルコヴィッチの穴
- 2001年度 - リトル・ダンサー
- 2002年度 - ロード・トゥ・パーディション
- 2003年度 - シカゴ
- 2004年度 - ミスティック・リバー
- 2005年度 - ミリオンダラー・ベイビー
- 2006年度 - ブロークバック・マウンテン
- 2007年度 - クィーン
- 2008年度 - ノーカントリー
- 2009年度 - グラン・トリノ
- 2010年度 - ハート・ロッカー
- 2011年度 - 英国王のスピーチ
- 2012年度 - アルゴ
- 2013年度 - ゼロ・グラビティ
- 2014年度 - 6才のボクが、大人になるまで。
- 2015年度 -
- 2016年度 - ハドソン川の奇跡
- 2017年度 - ドリーム
- 2018年度 - スリー・ビルボード
- 2019年度 - ジョーカー
- 2020年度 - パラサイト 半地下の家族[5]
- 2021年度 - ノマドランド[6]
- 2022年度 - トップガン マーヴェリック[7]
- 2023年度 - TAR/ター[8]

## 複数回表紙を飾った俳優
- オードリー・ヘプバーン（20回以上・過去最多）
- ジョニー・デップ（15回）
- キアヌ・リーブス
- エマ・ワトソン
- ダニエル・ラドクリフ
- オーランド・ブルーム
- ブラッド・ピット
- レオナルド・ディカプリオ

## 増刊雑誌
- Junior SCREEN
- SCREEN plus
- SCREEN特別編集